# Đời sống cá nhân

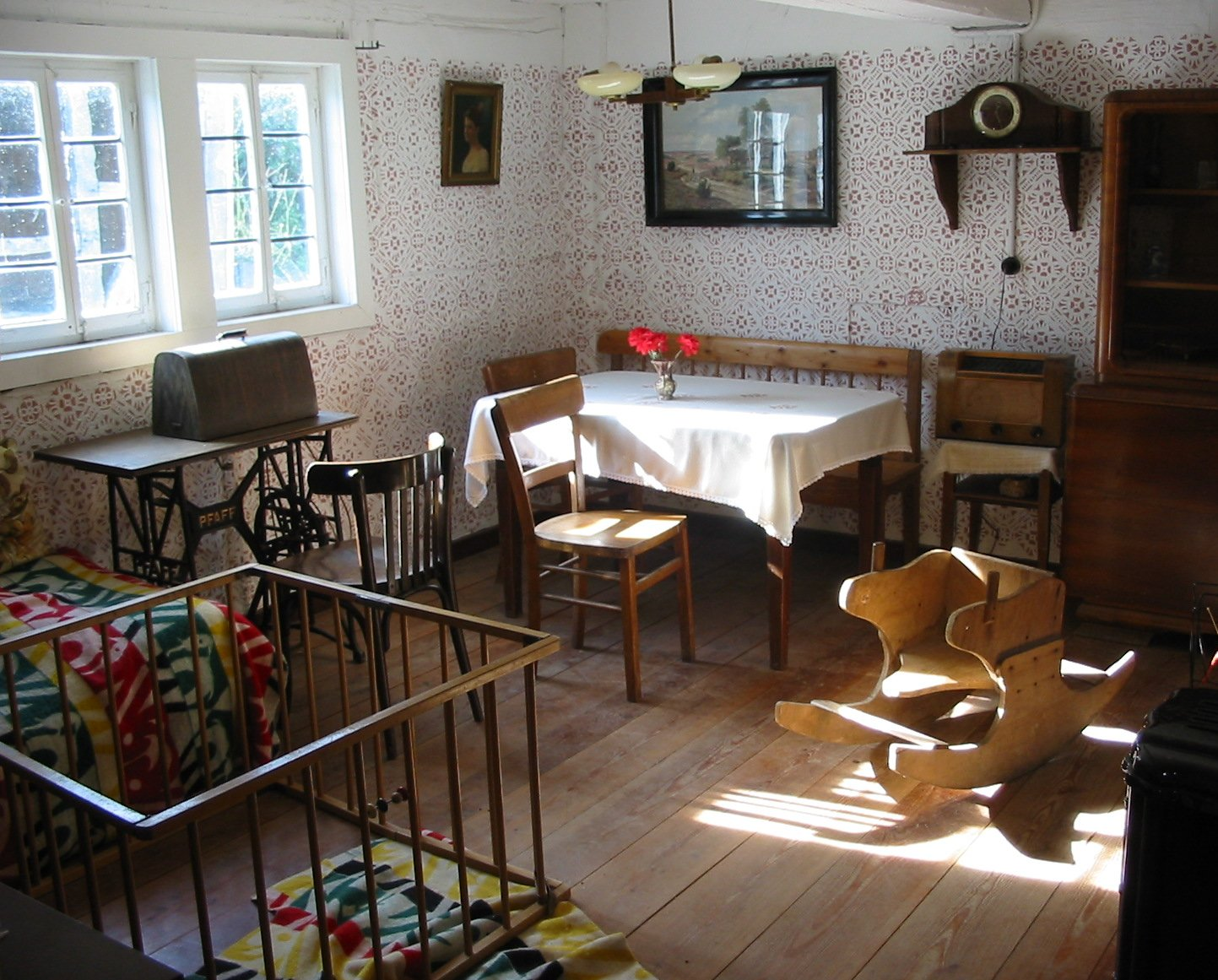
Căn phòng phản ánh nhiều khía cạnh của đời sống riêng tư.

Đời sống riêng tư hay đời sống cá nhân, đời tư là cuộc sống của một cá nhân, đặc biệt được xem như toàn bộ sự lựa chọn cá nhân góp phần nhận dạng tính cách một người. Đây là một khái niệm phổ biến trong đời sống hiện đại - mặc dù chúng phát triển hơn ở nhiều vùng trên thế giới như Tây Âu và Bắc Mỹ. Trong các khu vực này, có những ngành công nghiệp dịch vụ được tạo ra để giúp người dân cải thiện cuộc sống cá nhân của họ thông qua tư vấn hay hướng dẫn cuộc sống.